# Cock van der Elst
Cock van der Elst (Rotterdam, 26 juni 1928 – 6 september 2021) was een Nederlands schaatser en trainer.
Hij behoorde in de jaren 50 tot de kernploeg van bondscoach Klaas Schenk. Van der Elst was vooral sterk op de kortere afstanden. Hij nam deel aan de Olympische Winterspelen 1952 in Oslo. Daar werd hij 19e op de 500 en 26e op de 1500 meter. Zijn grootste successen behaalde hij in 1954. Op het NK allround werd hij tweede achter Egbert van 't Oever. Dat jaar reed hij twee Nederlandse records. Hij reed de 500 meter in 46,3. Dit record werd een week later al verbeterd door Gerard Maarse. Op de 1500 meter reed hij 2.25,1; deze tijd werd in 1962 verbeterd door Henk van der Grift.
Na zijn actieve schaatscarrière was hij als bestuurslid en trainer actief binnen het Gewest Zuid-Holland van de KNSB. Zijn bekendste pupil was Ria Visser.
In het dagelijks leven was Van der Elst werkzaam bij de PTT. Hij overleed in een verpleeghuis op 93-jarige leeftijd.